# Andrej Pryma
Andrej Uładzimirawicz Pryma, błr. Андрэй Уладзіміравіч Прыма, ros. Андрей Владимирович Прима – Andriej Władimirowicz Prima (ur. 2 grudnia 1969) – białoruski hokeista, reprezentant Białorusi. Trener hokejowy. 

## Kariera zawodnicza
- / Chimik Nowopołock (1989-1990, 1993-1994)
- Podhale Nowy Targ (1994-1996)
- Polimir Nowopołock (1996)
- KTH Krynica (1996-1997)[1]
- Cracovia (1997-1998)[2]
- SMS Warszawa (1998-1999)
- KTH Krynica (1999-2001)
  -  HC Mińsk (2000)
- Dinamo-Eniergija Jekaterynburg (2001-2002)
- Podhale Nowy Targ (2002-2003)
- HK Witebsk (2003-2004)
- Dynama Mińsk (2004)
- Buriewiestnik Jekaterynburg (2011-2012)

W 1990 w barwach Chimika Nowopołock zdobył mistrzostwo białoruskiej SRR (wraz z nim w składzie drużyny byli wówczas m.in. Andrej Kudzin, Andrej Husau). Grał w polskiej lidze. Podczas występów w Nowym Targu jego partnerami w ataku byli rodak Andrej Husau i Polak Mirosław Copija. Razem z Husauem (w Polsce nazwisko transkrybowane Gusow) grali też wspólnie w innych klubach. W barwach zespołu SMS Warszawa grali wraz z nim jego rodacy Husau, Dzmitryj Ausiannikau, Uładzimir Swita. W barwach KTH zdobył tytuł króla strzelców Polskiej Ligi Hokejowej w sezonie 2000/2001 (30 goli, w całym sezonie 36). Odszedł z polskiej ligi w 2003.
W reprezentacji Białorusi uczestniczył w turniejach mistrzostw świata w 1996, 1997 (Grupa B). Pierwotnie prowadził karierę zawodniczą do 2004 roku.
W trakcie kariery określany pseudonimem Primka.

## Kariera trenerska
- HK Witebsk (2003-2004), I trener
- Awtomobilist Jekaterynburg (2011-2012), asystent trenera
- Buriewiestnik Jekaterynburg (2011-2012), grający asystent trenera
- Spartakowiec Jekaterynburg (2013-), trener

Po pierwotnym zakończeniu kariery zawodniczej został trenerem i w sezonie 2004/2005 był szkoleniowcem HK Witebsk. Od 2008 pracujew Jekaterynburgu (z zespołami Spartakowiec, Junost, Awtomobilist 2, grupami dzieci). W sezonie 2011/2012 występował ponownie w drużynie Buriewiestnik Jekaterynburg pełniąc także funkcję asystenta trenera. Od 2013 trener Spartakowca Jekaterynburg.

## Sukcesy
Reprezentacyjne
- Awans do MŚ Grupy A: 1997 z Białorusią

Klubowe
- Złoty medal Białoruskiej SRR: 1990 z Chimikiem Nowopołock
- Brązowy medal mistrzostw Białorusi: 1994 z Chimikiem Nowopołock
- Złoty medal mistrzostw Polski: 1994, 1995, 1996 z Podhalem Nowy Targ
- Srebrny medal mistrzostwo Polski: 1999 z KTH Krynica

Indywidualne
- Ekstraliga białoruska 1994/1995:
  - Skład gwiazd
- Ekstraliga białoruska 1995/1996:
  - Pierwsze miejsce w klasyfikacji kanadyjskiej: 8 punktów[13]
- I liga polska w hokeju na lodzie (1995/1996):
  - Pierwsze miejsce w klasyfikacji strzelców w drużynie Podhala Nowy Targ: 29 goli[14].
- Ekstraliga polska w hokeju na lodzie (2000/2001):
  - Pierwsze miejsce w klasyfikacji strzelców: 30 goli